# Gustaf Olsson (kommunalpolitiker)
Gustaf Olof Olsson, född 10 november 1902 i Västervåla socken, död 4 september 1987 i Västerås Skerike församling, var en svensk kommunalpolitiker och fackföreningsman.
Gustaf Olsson var son till hyttarbetaren Carl Olof Olsson. Han växte i ett frireligiöst hem och blev tidigt engagerad i nykterhetslogen på hemorten. Olsson arbetade först som jordbruksarbetare men sedan han flyttat till Västerås blev han snickeriarbetare och engagerade sig i det fackliga arbetet. År 1928 blev han ledamot av styrelsen för avdelning 43 vid Svenska träindustriarbetareförbundet. Genom engagemang inom den Fackliga centralorganisationen och uppdrag som studieledare kom han att engagera sig inom partipolitiken och kom att knyta sig nära Emil Olovson och stödde denne i Hall-striden. Olsson var 1936–1945 ordförande i Västerås arbetarkommun, vice ordförande i styrelsen för Västmanlands läns socialdemokratiska partidistrikt 1936–1951, från 1938 stadsfullmäktige i Västerås och stadsfullmäktiges ordförande 1949–1952. Han var även ordförande i styrelsen för Västerås tekniska verk 1941–1954, ledamot av Västerås stads drätselkammare från 1942 och ordförande där 1953–1970. Han var heltidsanställd på sistnämnda post från 1957 och kommunalråd 1964–1970. Han var ordförande i kristidsnämnden 1942–1970, 1950 vice ordförande, 1952–1954 och 1957–1971 vice ordförande i styrelsen för Byggnads AB Mimer och 1954–1956 bolagets verkställande direktör.